# چوب‌ابریشمی هند غربی
چوب‌ابریشمی هند غربی (نام علمی: Zanthoxylum flavum) نام یک گونه از سرده زردچوب‌ها است.